# Srđan Dragojević
Srđan Dragojević (en cirílico: Срђан Драгојевић; n. 1 de enero de 1963, Belgrado, Yugoslavia) es un director de cine y guionista serbio. Debutó como director en 1992 con la película Mi nismo anđeli y consiguió el aplauso de la crítica europea con su film Lepa sela lepo gore (1996). Desde 2010 es miembro del Partido Socialista de Serbia y en 2013 es uno de los diputados del partido en la Asamblea Nacional de Serbia.

## Filmografía

### Director
- Mi nismo anđeli (1992)
- Dva sata kvalitetnog programa (1994) (telefilme)
- Otvorena vrata (1995) (serie de televisión; dirigió algunos episodios)
- Lepa sela lepo gore (1996)
- Rane (1998)
- Mi nismo anđeli 2 (2005)
- Sveti Georgije ubiva aždahu (2009)
- Parada (2011)
- Atomski zdesna (2014)

### Guionista
- Mi nismo anđeli (1992)
- Slatko od snova (1994) (with Aleksandar Barišić)
- Dva sata kvalitetnog programa (1994) (TV)
- Lepa sela lepo gore (1996) (con Vanja Bulić, Biljana Maksić and Nikola Pejaković)
- Rane (1998)
- Mi nismo anđeli 2 (2005)
- Mi nismo anđeli 3: Rock & roll uzvraća udarac (2006) (con Dimitije Vojnov)
- Montevideo, Bog te video (2010) (con Ranko Božić)
- Parada (2011)
- Atomski zdesna (2014)